# Pfarrkirche Kappel an der Drau

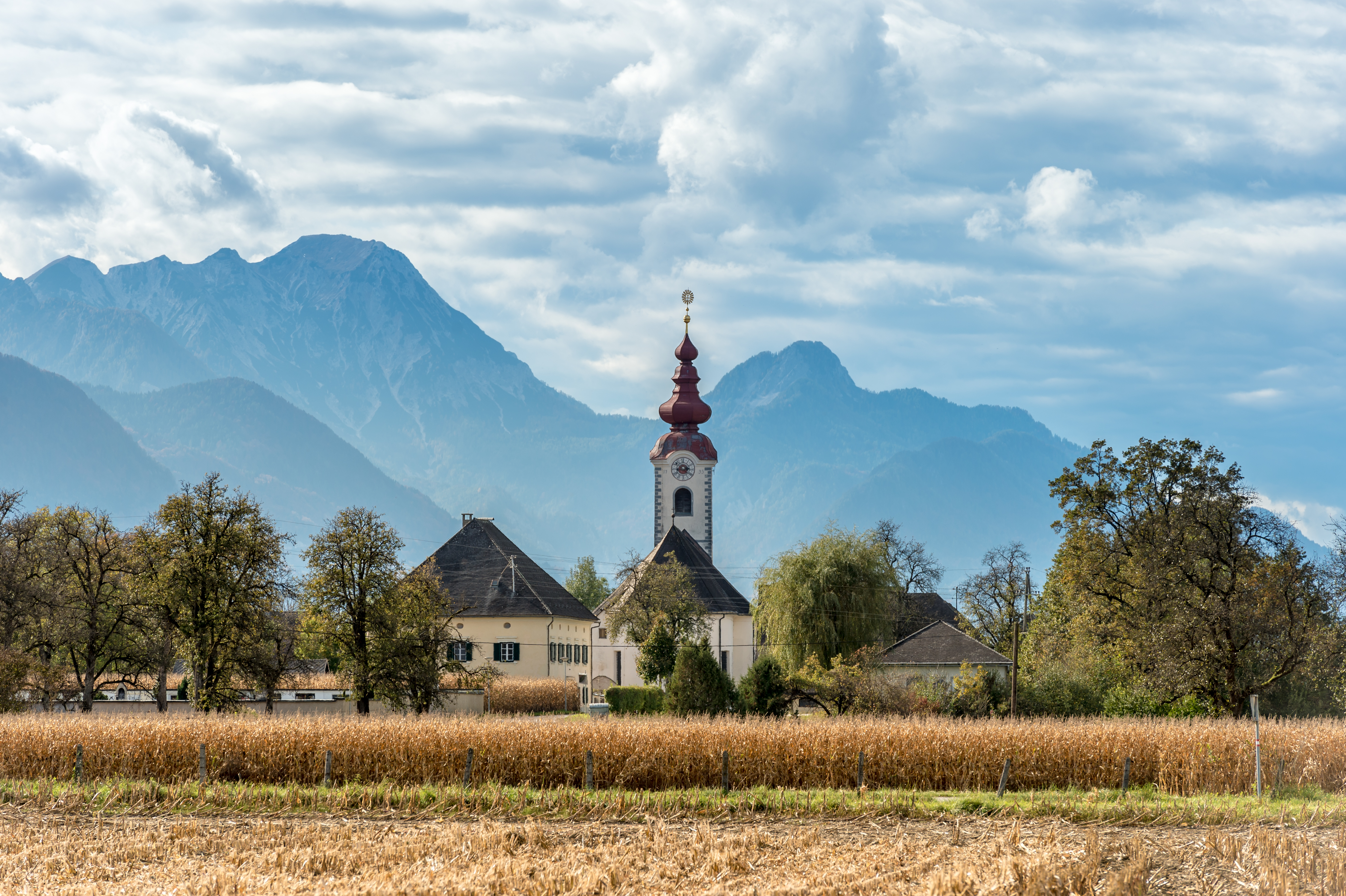
Katholische Pfarrkirche hl. Zeno in Kappel an der Drau

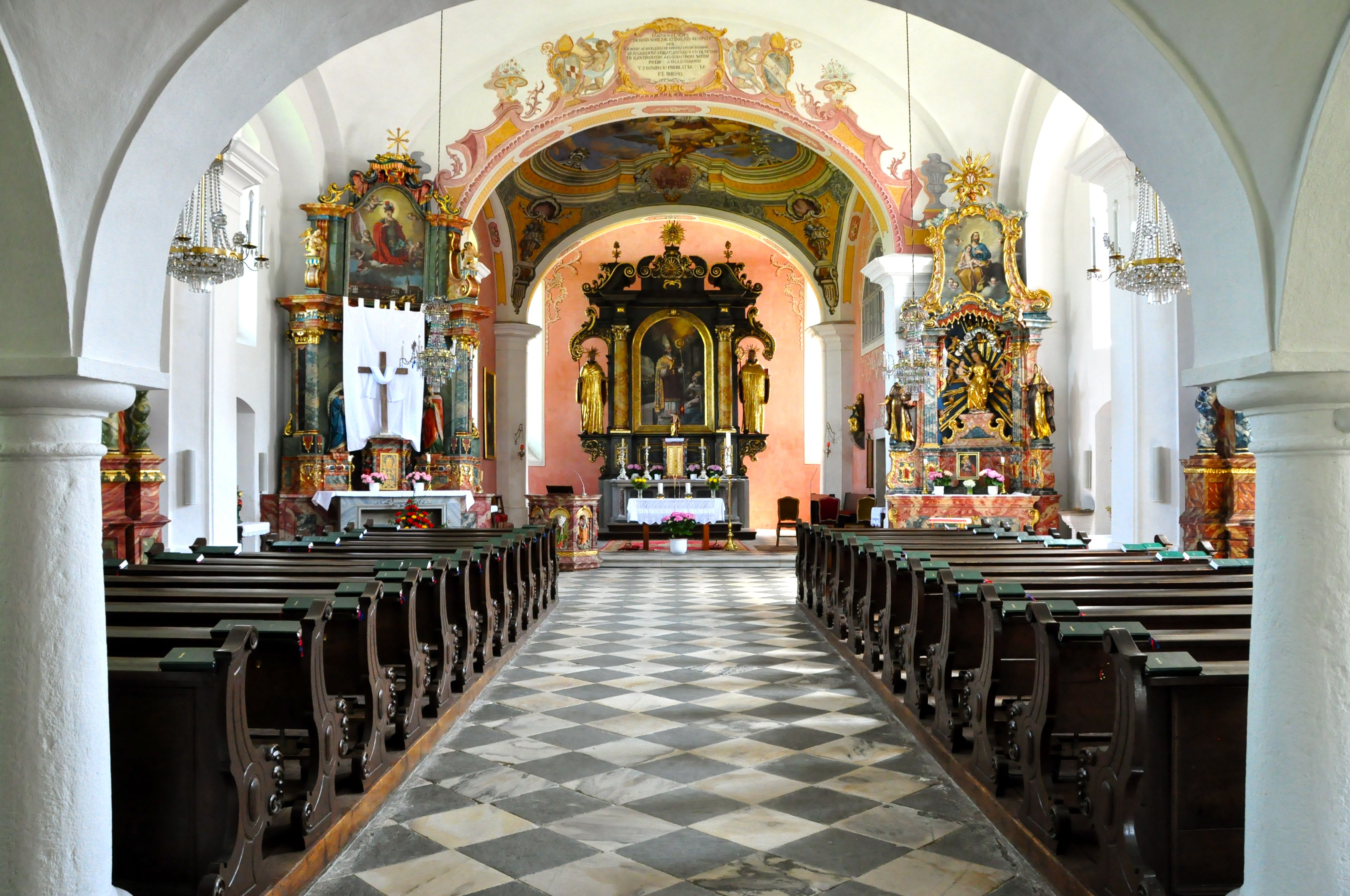
Langhaus, Blick zum Chor

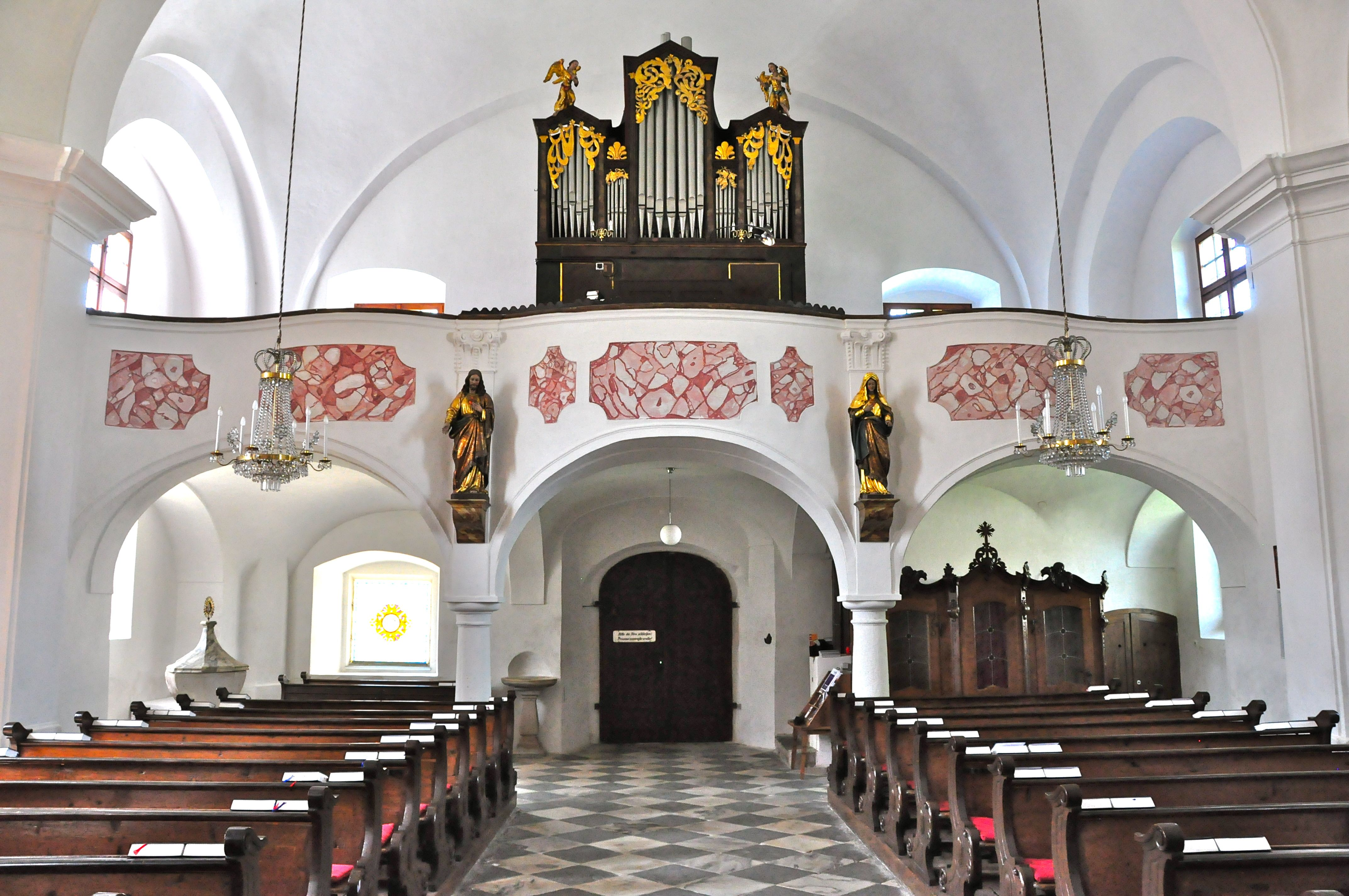
Langhaus, Blick zur Orgelempore

Die römisch-katholische Pfarrkirche Kappel an der Drau steht in der Ortschaft Kappel an der Drau in der Stadtgemeinde Ferlach im Bezirk Klagenfurt-Land in Kärnten. Die dem Patrozinium des hl. Zeno unterstellte Pfarrkirche gehört zum Dekanat Ferlach/Borovlje in der Diözese Gurk-Klagenfurt. Die Kirche steht unter Denkmalschutz (Listeneintrag).

## Geschichte
Die Geschichte der Mutterpfarre des Rosentales reicht vermutlich bis ins 9. Jahrhundert zurück. Urkundlich wurde 1169 eine Kirche genannt, von dieser Vorgängerkirche sind noch Reliefs und Schlusssteine an der Außenmauer erhalten. Die Pfarre wurde 1299 Cividale einverleibt und 1443 an das Stift Viktring abgetreten.
Die heutige Kirche wurde 1769 neu erbaut und 1770 geweiht. Die Kirche wurde 1968 renoviert. 1996 wurde der Altarraum teils freigelegt und teils die spätbarocke Architekturpolychromie restauriert.

## Bauwerk
Die große barocke Kirche mit einem geraden Schluss hat abgerundete Ecken. Nördlich und südlich steht symmetrisch je ein Kapellenanbau und südlich ein Sakristeianbau. Der vorgestellte Westturm mit einem Zwiebelhelm hat im kreuzgratgewölbten Erdgeschoß an drei Seiten rundbogige Arkaden, die Schallfenster sind rundbogig. Das Westportal mit Kämpfern und einem gedrückten Bogen zeigt die Jahresangaben 813, 1169, 1492, 1768; an der Vorderseite des Opfertisches ist eine Wappengrabplatte aus der ersten Hälfte des 18. Jahrhunderts vermauert.
Die Kirche hat vermauerte Steinspolien, an der Langhaussüdwand eine gotische segnende Hand und ein Kopf en face mit Bart (wohl von Gottvater), an der Westfront südlich ein barocker Bischofskopf, nördlich an der Turmwand ein kauerndes Männchen aus dem Mittelalter. An der Ostwand zeigt eine Wandmalerei die Gründungslegende und Gallienusszene der Zeno-Legende, stark übermalt.

## Einrichtung
Der Hochaltar um 1670 zeigt Knorpelwerk und eine Ädikula über einem kleinen Sockel mit seitlichen Konsolfiguren unter Baldachinbögen, er zeigt im Altarblatt, wie der hl. Zeno der Tochter des Kaisers Gallienus den Teufel austreibt, von Andreas Hauser 1837 qualitätsvoll übermalt, 1996 mit Erhaltung der Übermalung renoviert, der Altar trägt die Figuren der Heiligen Bernhard links und Benedikt rechts. Den hölzernen Tabernakel und den Altarstipes schuf Alois Progar 1898. Die Marmormensa schuf Rudolf Vogler 1898.